# ليو كريمر
ليو كريمر (بالألمانية: Leo Krämer)‏ (و. 1944  م) هو ملحن، وموزع، وعالم موسيقى، وأستاذ جامعي ألماني، ولد في بوتلينغن، يستخدم آلات أورغن.

## جوائز
حصل على جوائز منها:

وسام الصليب من رتبة استحقاق من جمهورية ألمانيا الاتحادية

## روابط خارجية
- ليو كريمر على موقع ميوزك برينز (الإنجليزية)